# Epiplema instabilata
Epiplema instabilata är en fjärilsart som beskrevs av Walker 1866. Epiplema instabilata ingår i släktet Epiplema och familjen Uraniidae. Inga underarter finns listade i Catalogue of Life.